# Fontenai-les-Louvets
Fontenai-les-Louvets là một xã thuộc tỉnh Orne vùng Normandie tây bắc nước nước Pháp. Xã này nằm ở khu vực có độ cao trung bình 304 mét trên mực nước biển.